# Bomba (Olaszország)
Bomba község (comune) Olaszország Abruzzo régiójában, Chieti megyében.

## Fekvése
A megye központi részén fekszik. Határai: Archi, Atessa, Pennadomo, Roccascalegna, Tornareccio, Torricella Peligna és Villa Santa Maria.

## Története
Első írásos említése a 10. századból származik. A következő századokban nemesi birtok volt. Önállóságát a 19. század elején nyerte el, amikor a Nápolyi Királyságban felszámolták a feudalizmust.

## Népessége
A népesség számának alakulása:

## Főbb látnivalói
- San Mauro Abate-templom
- Santa Maria del Popolo-templom
- Sant’Anna-templom
- Santa Maria del Sambuco-templom
- San Rocco -templom